# Funktionaler Luftraumblock

Karte der funktionalen Luftraumblöcke (FABs) im SES
NEFAB
FAB DK-SE
FAB UK-IRL
Baltic FAB
FABEC
FAB CE
SW FAB
Danube FAB
Blue Med

Ein funktionaler Luftraumblock (Abkürzung FAB von englisch functional airspace block) ist ein Teil des europäischen Luftraums.
Durch das Single-European-Sky-Gesetzespaket wurde der europäische Luftraum in neun Blöcke aufgeteilt, welche die nationalen Bereiche ablösen bzw. zusammenfassen sollen:
- BALTIC FAB: Litauen, Polen
- BLUE MED: Griechenland, Italien, Malta, Zypern, (Ägypten, Albanien, Jordanien, Tunesien)
- DANUBE: Bulgarien, Rumänien
- FABCE (FAB Central Europe): Bosnien-Herzegowina, Kroatien, Österreich, Slowakei, Slowenien, Tschechien, Ungarn
- FABEC (FAB Europe Central): Belgien, Deutschland, Frankreich, Luxemburg, Niederlande, Schweiz[2]
- NEFAB (North European FAB): Dänemark, Estland, Finnland, Island, Lettland, Norwegen, Schweden
- NUAC (Nordic Upper Airspace Centre): Dänemark, Schweden
- SW FAB: Portugal (Lissabon FIR), Spanien
- UK – IRELAND FAB: Irland, Vereinigtes Königreich

## Belege
1. ↑  Functional Airspace Blocks (FABs) and the Single European Sky (SES). Eurocontrol (Memento vom 7. März 2011 im Internet Archive)
2. ↑  FABEC-Homepage | Organisation. Archiviert vom Original (nicht mehr online verfügbar) am 7. Februar 2021; abgerufen am 4. Februar 2021 (englisch).  Info: Der Archivlink wurde automatisch eingesetzt und noch nicht geprüft. Bitte prüfe Original- und Archivlink gemäß Anleitung und entferne dann diesen Hinweis.